# Passwd

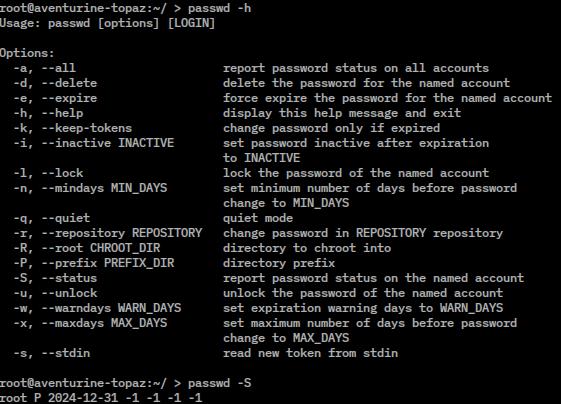
Captura de pantalla de passwd en Linux.

El programa passwd (acortamiento del inglés password, contraseña) es una utilidad en sistemas operativos tipo Unix, como GNU/Linux, que se usa para cambiar la contraseña de un usuario. Se usa una función de hashing para cifrar la nueva contraseña, y guardar solo la versión cifrada.
passwd generalmente funciona manipulando el archivo donde se guardan los usuarios y sus contraseñas (comúnmente /etc/passwd, o /etc/shadow si se usan contraseñas shadow), lo que significa que la contraseña cambiada aplica solo al computador en el cual se ejecutó el comando. Si se está usando PAM, en cambio, como puede ser en GNU/Linux, Solaris, FreeBSD o NetBSD, la instrucción passwd se puede usar para cambiar la contraseña del mecanismo de autenticación que esté usándose en el momento, sea NIS, Kerberos, LDAP, o cualquier otro para el que haya un módulo de PAM.
Antes de la llegada de PAM, era necesario tener distintos comandos para cambiar la contraseña en distintos sistemas de autenticación. Por ejemplo, el comando para cambiar una contraseña NIS era yppasswd. Esto exigía a los usuarios entrenarse en distintos métodos para cambiar la contraseña en distintos sistemas, al tiempo que duplicaba innecesariamente cantidades de código en los distintos programas que cumplían la misma función para los distintos sistemas.